# Al-Hadi il-al-Haqq Yahya bin Husayn
Al-Hadi il-al-Haqq Yahya bin Husayn was in de periode 898-911 de heersende imam van noordelijk Jemen. Hij was de grondlegger van een dynastie van Zaydi-imams die tot 1962 over Jemen zou heersen.
Al-Hadi was de kleinzoon van de Hasaniden-imam al-Qassim al-Rassi. Mogelijk was hij een afstammeling van de Himyarieten, die voor de komst van de islam het land regeerden. Al-Hadi werd in Medina geboren en was een jurist en islamitisch geleerde.
Hij bezocht Jemen in 893 (280 AH) maar de Zaydi-gemeenschap was toen nog niet prominent genoeg om de heerschappij over te kunnen nemen. In 898 (284 AH) trok hij met vijftig volgelingen naar de stad Sa'dah en werd er de heersende imam. Er volgden een aantal veldtochten waarin hij zowel Sana'a als Mokka (Jemen) onder zijn bewind bracht, maar voor zijn dood werd hij tot op Sa'dah teruggeworpen. Hij werd opgevolgd door Al-Murtada bin al-Hadi.
De Al-Hadi-moskee, een van de oudste moskeeën in Sa'dah, waaraan in de 9e eeuw al werd gebouwd, is naar Al-Hadi il-al-Haqq Yahya bin Husayn genoemd.